# Inyo County
Inyo County är ett administrativt område i delstaten Kalifornien, USA. År 2010 hade Inyo County 18 546 invånare. Den administrativa huvudorten (county seat) är Independence. Del av Death Valley nationalpark ligger i countyt.

## Geografi
Enligt United States Census Bureau har countyt en total area på 26 488 km². 26 426 km² av den arean är land och 62 km² är vatten.
I Inyo County återfinns det högsta berget i USA utanför Alaska, Mount Whitney, som mäter 4421 meter över havet. Här finns också Nordamerikas lägst belägna punkt, Badwater i Death Valley, belägen 86 meter under havsnivån.

### Angränsande countyn
- San Bernardino County, Kalifornien - syd
- Kern County, Kalifornien - sydväst
- Tulare County, Kalifornien - väst
- Fresno County, Kalifornien - väst
- Mono County, Kalifornien - nord
- Esmeralda County, Nevada - nordost
- Nye County, Nevada - öst
- Clark County, Nevada - sydost